# Albrecht von Dassel

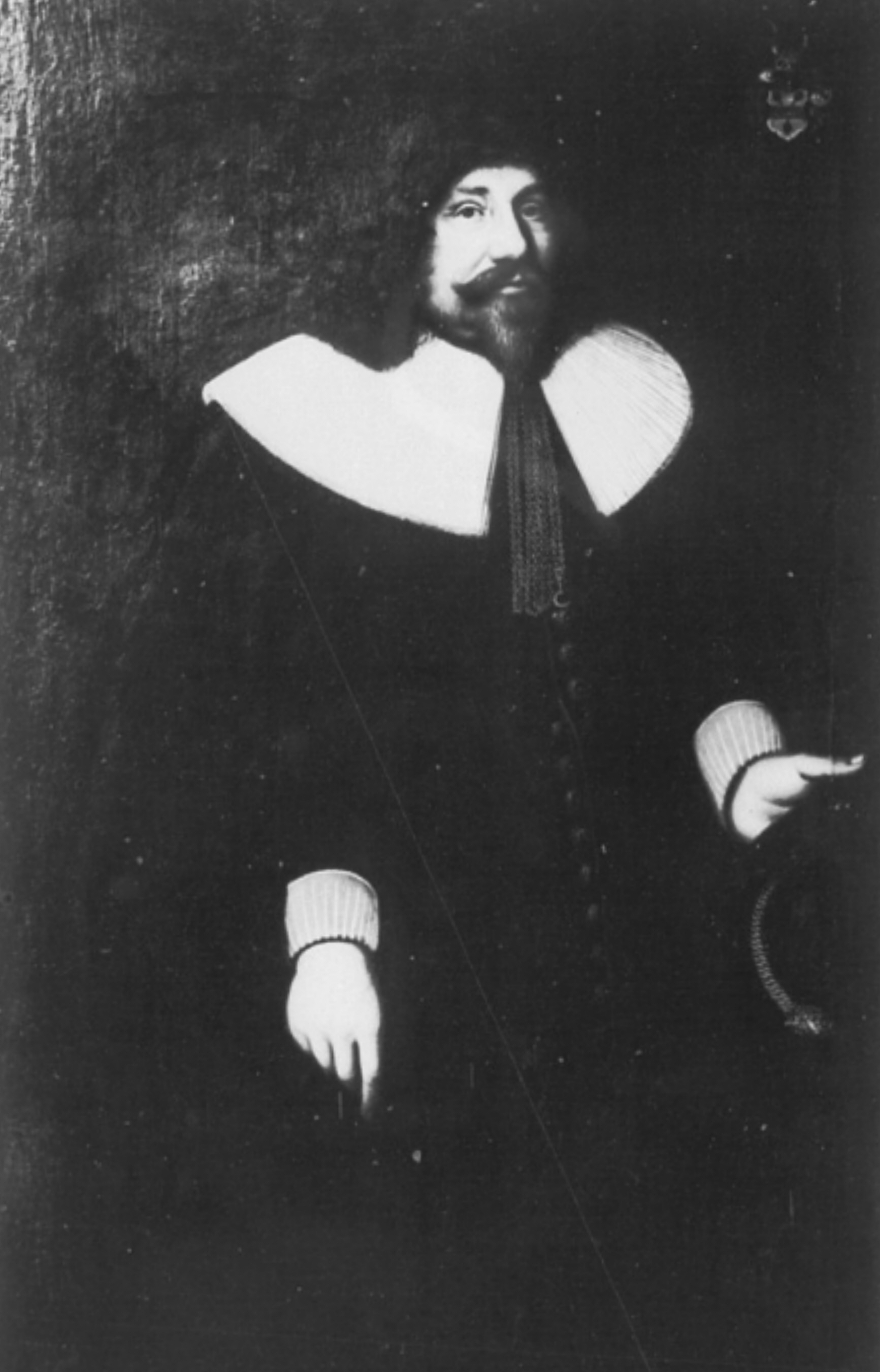
Albrecht von Dassel

Albrecht von Dassel, auch Albert von Dassel (* 6. Mai 1602 in Lüneburg; † 24. Mai 1657 in Lübeck) war Ratsherr der Hansestadt Lübeck.

## Leben
Albrecht von Dassel entstammte der Lüneburger Patrizierfamilie von Dassel und war Sohn des Lüneburger Bürgermeisters Georg II von Dassel. 1647 war er Testamentsvollstrecker des Lübecker Ratsherrn Thomas Störning. Er wurde 1651 in den Lübecker Rat erwählt. Nach seinem Tod 1657 erhielt er ein Epitaph in der Lübecker Marienkirche.
Er war verheiratet mit Catharina Plönnies, Tochter des Lübecker Bürgers Heinrich Plönnies. Der mit seinem Großvater namensgleiche Lüneburger Bürgermeister Georg von Dassel (1629–1687) war sein Sohn.
Die Äbtissin Margareta I. von Dassel war seine Schwester.